# Stapelianthus keraudreniae
Stapelianthus keraudreniae är en oleanderväxtart som beskrevs av Jean Marie Bosser och P. Morat. Stapelianthus keraudreniae ingår i släktet Stapelianthus och familjen oleanderväxter. Inga underarter finns listade i Catalogue of Life.